# Hanaoka Seishū
Hanaoka Seishū (華岡 青洲?   23 de octubre de 1760 - 21 de noviembre de 1835) fue un cirujano japonés del período Tokugawa y también fue el primer médico en realizar una cirugía con anestesia general.

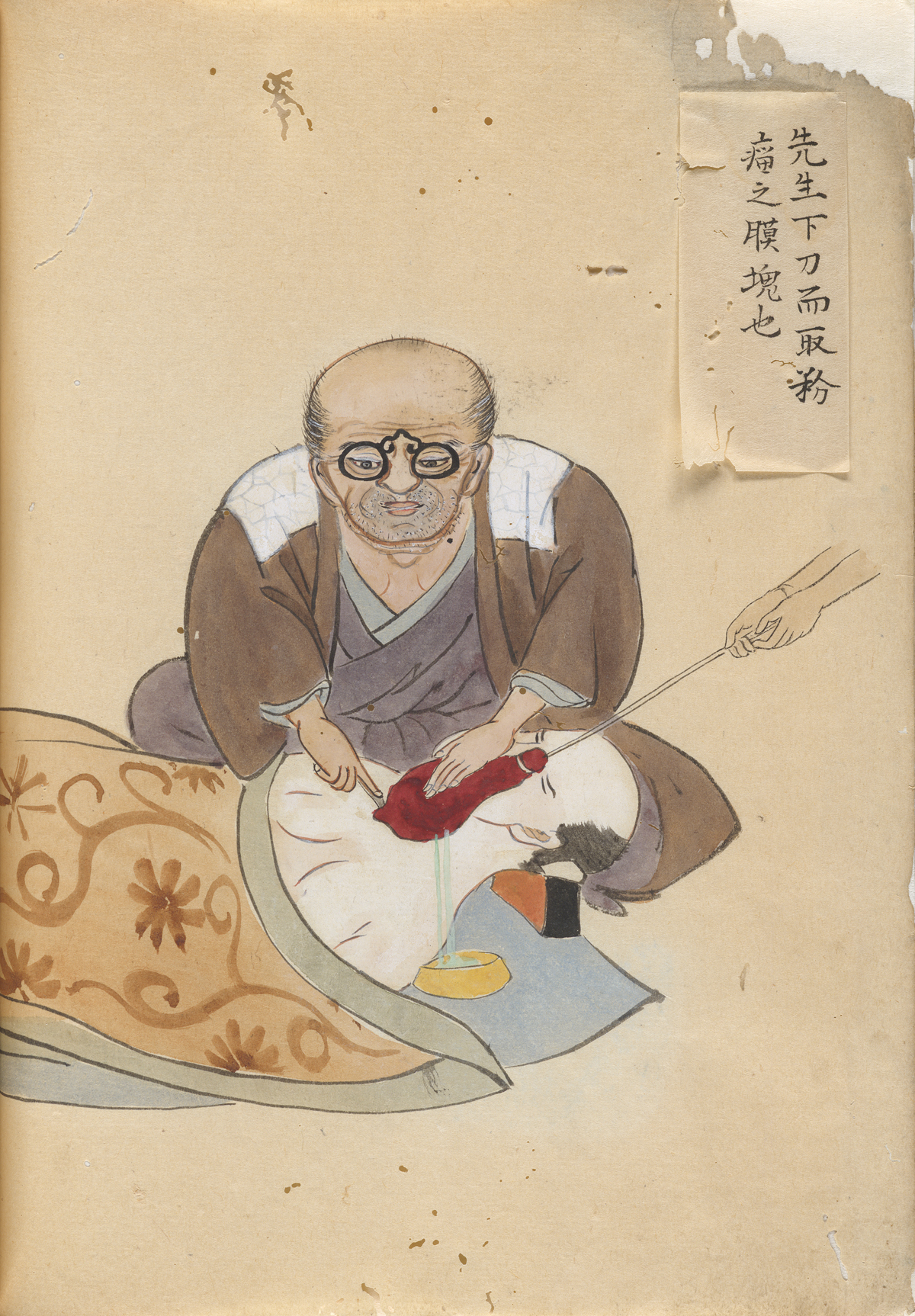
Imagen del Libro de casos quirúrgicos de Hanaoka Seishu

Hanaoka estudió medicina en Kioto y se convirtió en médico en la prefectura de Wakayama, ubicada cerca de Osaka, donde nació. Hanaoka aprendió medicina tradicional japonesa así como cirugía europea. Debido a la política de aislamiento autoimpuesta de la nación de Sakoku fue poco conocido en Occidente.
Hanaoka fue famoso por combinar la cirugía europea y japonesa y por introducir técnicas quirúrgicas modernas en Japón e incluso realizar ciertos tipos de cirugía plástica.

## Obras
- 1805: Nyuigan chiken-roku, un libro de un volumen que proporciona una descripción detallada de la primera operación de Hanaoka de un carcinoma mamario.
- 1809: Nyuigan zufu, un emakimono ilustrado en un rollo que mostraba el cáncer de mama.
- 1820: Geka tekiyio
- 1838: Hanaoka-ke chiken zumaki, un pergamino emakimono ilustrado que representa 86 casos diferentes, incluida la resección quirúrgica de fibromas y elefantiasis de los genitales.
- Fecha desconocida: Hanaoka-shi chijitsu zushiki, un libro ilustrado de un volumen que describe sus operaciones para el tratamiento de afecciones como fimosis, artritis, necrosis, atresia coanal y hemorroidess.
- Fecha desconocida: Seishuiidan, una serie de ensayos sobre las experiencias médicas y quirúrgicas de Hanaoka.
- Fecha desconocida: Yoka hosen
- Fecha desconocida: Yoka shinsho, un texto de un volumen sobre cirugía.
- Fecha desconocida: Yoka sagen, un texto de dos volúmenes sobre cirugía.